# Zorzines stueningi
Zorzines stueningi är en fjärilsart som beskrevs av Sato 1991. Zorzines stueningi ingår i släktet Zorzines och familjen nattflyn. Inga underarter finns listade i Catalogue of Life.